# David Reimer (Mathematiker)
David „Dave“ Reimer (* 18. Mai 1962) ist ein US-amerikanischer Mathematiker.
Reimer wurde 1997 an der Rutgers University promoviert.
1996 erhielt er mit Jeff Kahn den George-Pólya-Preis. Er erhielt diesen für den Beweis der Vermutung von J. van den Berg und Harry Kesten (aufgestellt und in einem Spezialfall von van den Berg und Kesten 1985 bewiesen, Ungleichung von Reimer, auch Ungleichung von van den Berg, Kesten und Reimer) in der Perkolationstheorie. Sie gibt eine obere Schranke für die Wahrscheinlichkeit des disjunkten Auftretens zweier Ereignisse durch das Produkt ihrer Wahrscheinlichkeiten.
Er ist Associate Professor am College of New Jersey.